# Killing Joke
Killing Joke je britská post-punková skupina založená roku 1979. Jedinými členy, kteří jsou ve skupině nepřetržitě, jsou její zakladatelé Jeremy „Jaz“ Coleman (vokály, klávesy, syntetizéry a hudební aranžmá), a až do své smrti v listopadu 2023 Geordie Walker (kytary).

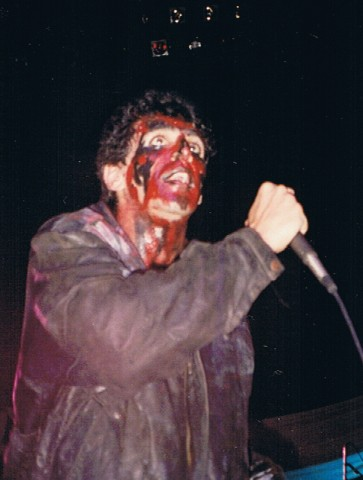
Jaz Coleman

Killing Joke jsou uznáváni jako jedna z nejvíce vlivných skupin éry post-punku a New Wave na konci sedmdesátých a začátku osmdesátých let, silně ovlivňující skupiny jako Nirvana, Metallica, Ministry, Prong, Jane's Addiction, Soundgarden, Nine Inch Nails, Econoline Crush nebo Korn. První bubeník skupiny "Big Paul" Ferguson popsal hudbu Killing Joke jako „zvuk zvracející země“. Hudba Killing Joke je výrazná svými hypnotickými, kovově znějícími kytarami a těžkými, ale tanečními rytmy.

## Složení
Jedinými stálými členy jsou Jaz Coleman a Geordie Walker. K současným členům patří také Paul Ferguson, původní bubeník, který se do kapely vrátil v roce 2008, dále pak „Youth“ a
Reza Udhin. Do kapely patřil také kultovní basista Paul Raven, jež zemřel na infarkt na podzim 2007. V sestavě s Ravenem se skupina představila v Paláci Akropolis, samotného Ravena pak mohli čeští diváci vidět naposledy v Praze na festivalu Love Planet, kde byl již členem Ministry.

## Diskografie

### Studiová alba
- 1980: Killing Joke
- 1981: What's THIS For...!
- 1982: Revelations
- 1983: Fire Dances
- 1985: Night Time
- 1986: Brighter than a Thousand Suns
- 1988: Outside the Gate
- 1989: The Courtauld Talks
- 1990: Extremities, Dirt & Various Repressed Emotions
- 1994: Pandemonium
- 1996: Democracy
- 2003: Killing Joke
- 2006: Hosannas from the Basements of Hell
- 2010: Absolute Dissent
- 2012: MMXII
- 2015: Pylon